# Конья (вилайет)
Вилайет Конья (осман. ولايت قونيه‎) — вилайет Османской империи, который располагался в центральной и южной части Малой Азии. Был образован в 1867 году из Караманского эялета с площадью 91,620 км². В 1923 году с распадом Османской империи стал частью Турецкой республики.

## История
В 1867 году в рамках реформы времен Танзимата из эялета Караман был образован вилайет Конья. После поражения в Первой Балканской войне 1912—1913 годов правительство империи переселило часть мусульманского населения из бывших балканских вилаейтов в Малую Азию, в частности к вилайет Конья (преимущественно в сельской местности).
Во время Первой Мировой войны вилайет Конья имел стратегическое значение для передвижения османских войск и провианта, был поставщиком необходимых ресурсов для османских армий. Во время франко-турецкой войны 1918—1921 годов стал базой для сторонников Турецкой республики. В то же время здесь начались конфликты между турками и греками и армянами из-за наступления греческой армии в 1921 году на Анкару. Тогда же Кемаль Ататюрк организовал резню армян.
В 1922 году вилайет Конья был преобразован в провинции Анталья, Бурдур, Ыспарта, Конья и Нигде.

## Структура
Вилайет состоял из 5 санджаков:
- Санджак Конья состоял из 8 каз: Конья, Акшехир, Сейдишехир, Ылгын, Бозкыр, Караман, Эрегли, Карапинар
- Санджак Нигде из 5 каз: Нигде, Невшехир, Ургюп, Аксарай, Бор
- Санджак Бурдур из 5 каз: Ыспарта, Улуборлу, Эгирдир, Шаркикараагач, Ялвач
- Санджак Анталья — 5 каз: Анталь, Элмалы, Аланья, Аксеки, Каш
- Санджак Хамидабад (не был каз).

## Население
Согласно переписи 1885 года, в вилайете Конья проживало 1 млн. 88,1 тыс. чел. В 1914 году в вилайете проживало 750 712 чел., принадлежавших к исламу (в основном сунниты), 25 150 — православных (большинство были каппадокийские греки), 12 971 — верующие Армянской Апостольской церкви. По другим сведениям, мусульман было 1 213 574 чел., православных 95 768, армян — 18 137. Однако эти цифры были османского правительства, которое пытался искусственно увеличить турецкое население.
Впрочем, несмотря на гонения и политику исламизации ещё в 1920 году 10 % составляли христиане, преимущественно капподокийские греки. После 1923 года большинство депортированы или высланы в Грецию.

## Экономика
Был одним из развитых вилайетов Османской империи, чему способствовало географическое расположение, выход к морю, прекрасный климат и плодородные почвы. Основу составляли земледелия, животноводство и разработка полезных рудников. Выращивались злаковые культуры, хлопчатник, опийный мак. Все это выращивалось в большом количестве. С 1910-х годов мощно развивалось производство розового масла.
Существовали предприятия по изготовлению шелка. Развитие овцеводства обеспечивал местные производства шерстью, однако большая её часть экспортировалась. В другие провинции империи вывозили скот, опий, хлопок и шелк. В рудниках вилайета Конья добывались хром, ртуть, сера, киноварь, аргентит свинца, каменная соль. Все минералы составляли статью экспорта. В вилайет завозились ткани из Европы, кофе, рис, нефть. Развитию вилайета Конья способствовало сооружение Анатолийской и Багдадской железных дорог, соединивших промышленные города провинции с портом Измиром и Стамбулом и Багдадом соответственно.